# اولوف پیدرسن
اولوف پیدرسن (دانمارکی: Oluf Pedersen; ۱۴ مارس ۱۸۷۸ – ۸ مارس ۱۹۱۷) ژیمناست هنری اهل دانمارک بود.